# Сперанский, Василий Михайлович
Васи́лий Миха́йлович Спера́нский (1896, Барнаул — 9.4.1940, Москва) — деятель ГПУ/НКВД СССР, капитан государственной безопасности, начальник УНКВД Дальстроя. Входил в состав особой тройки НКВД СССР, внесудебного и, следовательно, не правосудного органа уголовного преследования.

## Биография
Василий Михайлович Сперанский родился в 1896 году в Барнауле Томской губернии. Отец — чиновник, дворянин. В 1916 году по прохождении 2-х курсов физико-математического факультета Московского университета, продолжил образование в Петроградском военном училище и был призван в армию. Участник Первой мировой войны. Получил звание подпоручика. По демобилизации в декабре 1917 года, с января 1918 года работал инструктором системы кооперации в Нижнем Новгороде. В 1918—1920 годах призывался в РККА. В мае 1919 года стал членом РКП(б). В органах ВЧК−ОГПУ−НКВД начал работать с 1920 года.
- 1920—1922 годы — комендант Особого отдела ВЧК 9-й армии, военный следователь Кубано-Черноморской областной ЧК, начальник Политического бюро Баталпашинской ЧК.
- 1922—1925 годы — заместитель председателя Карачаево-Черкесского областного Суда, заместитель прокурора Карачаево-Черкесской автономной области, помощник прокурора Северо-Кавказского края.
- 1925—1932 годы — прокурор Владикавказского округа, прокурор Ставропольского округа, прокурор Черноморского округа, прокурор Новороссийска.
- 1932—1937 годы — помощник уполномоченного Черноморского оперативного сектора ГПУ, начальник Особого отделения, помощник начальника Адыгейского областного отдела ГПУ / Управления НКВД по Адыгейской автономной области, врио. начальника Управления НКВД по Адыгейской автономной области, помощник начальника Северо-Донского окружного отдела НКВД, начальник Миллеровского городского отдела НКВД Ростовской области.
- 1937—1939 годы — начальник Управления НКВД Главного управления строительства Дальнего Севера. Этот период отмечен вхождением в состав особой тройки, созданной по приказу НКВД СССР от 30.07.1937 № 00447[2] и активным участием в сталинских репрессиях[3].

## Завершающий этап
Арестован 4 октября 1939 года. Осуждён ВКВС СССР 8 апреля 1940 года к ВМН. Расстрелян на следующий день, 9 апреля, в Москве. В 1999 году в реабилитации было отказано.

## Награды
- Почётный сотрудник госбезопасности XV